# 大澤あねら
大澤 あねら（おおさわ あねら、2003年5月7日 - ）は、日本のプロボクサーである。東京都出身。第3代OPBF女子東洋太平洋フェザー級王者。日本大学スポーツ科学部競技スポーツ学科在学。パンチアウトボクシングジム所属。総合格闘家の大澤雄空は兄。

## 来歴
松栄塾で兄とともに空手を習い、目黒日大高校でボクシング部に所属すると、3年時に全日本女子選手権ジュニアライト級で優勝。
日大進学後もアマチュアを続け、2023年の全日本選手権で決勝進出も田口綾華に敗れ準優勝となりパリオリンピック出場が消えた。
2024年、大学在学のままプロ転向。
2024年8月19日、八千代市市民会館にてグレテル・デパズとのスーパーバンタム級6回戦でプロデビューするが、引き分けに終わる。
2024年10月26日、プロ初の後楽園ホールでチッタマート・ポンムターを6回TKOで下しプロ初勝利。
2025年4月30日、パンナーポン・ケーオーパウォンを2回KOで下し2連勝。
2025年6月26日、OPBF東洋太平洋女子フェザー級王座決定戦として呉沛儀と対戦し、3-0判定で勝利しプロ4戦目で初タイトル獲得。所属のパンチアウトジムにも創設7年で初タイトルをもたらした。

## 戦績
- アマチュア：
- プロ：4戦 3勝（2KO） 1分

| 戦           | 日付           | 勝敗 | 時間    | 内容    | 対戦相手                       | 国籍       | 備考                                   |
| ------------ | -------------- | ---- | ------- | ------- | ------------------------------ | ---------- | -------------------------------------- |
| 1            | 2024年8月19日  | △    | 6R      | 判定1-0 | グレテル・デパス               | フィリピン | プロデビュー戦                         |
| 2            | 2024年10月26日 | ☆    | 6R 1:13 | TKO     | チッタマート・ポンムター       | タイ       |                                        |
| 3            | 2025年4月30日  | ☆    | 2R      | KO      | パンナーポン・ケーオーパウォン | タイ       |                                        |
| 4            | 2025年6月25日  | ☆    | 8R      | 判定3-0 | 呉沛儀                         | 台湾       | OPBF東洋太平洋女子フェザー級王座決定戦 |
| テンプレート |                |      |         |         |                                |            |                                        |

## 獲得タイトル
- アマチュアボクシング
  - 2021年度全日本女子ボクシング選手権ジュニアライト級優勝
- プロボクシング
  - 第3代OPBF東洋太平洋女子フェザー級王座（防衛0）